# Trans-avant-garde
La Trans-avant-garde est un mouvement artistique contemporain, apparu à la fin des années 1970 en Italie.

## Trans-avant-garde italienne
Ce mouvement, qui perdure, a été créé par un groupe d'artistes décidant de réagir face à ceux qui proclamaient la fin de la peinture et la gloire de l'art conceptuel et minimaliste. La poignée d'artistes s'engageant alors dans cette cause prône un « retour aux formes traditionnelles de la peinture et de l'image imprimée ».
Le critique d'art italien Achille Bonito Oliva a rassemblé, au début des années 1980 ces quelques artistes autour du terme Transavanguardia (Trans-avant-garde qui fut également appelé New Image) dans un article de la revue Flash art, qu'il a aussi introduit à la Biennale de Paris à laquelle il a activement participé.
Ce nouveau courant artistique se trouve proche de ce qu'on appelle néo-expressionnisme qui touche l'Allemagne et les États-Unis.

### Leur état d'esprit
Les artistes de la Trans-avant-garde travaillent autour d'une expression individuelle. Ils ne revendiquent pas de références à une actualité, chacun a ses références artistiques et y puise une partie de son inspiration. Ils revendiquent le droit à la subjectivité de l'artiste et à l'expression de ses propres sensations ainsi qu'une peinture libre, figurative ou imaginaire.

### Leurs thèmes
Les œuvres de ce mouvement développent un univers particulier détaché de toute notion temporelle. Le mélange des influences et des citations rend leurs œuvres complexes. Les artistes représentent des figures poétiques, grotesques et mythiques. Ils peignent des portraits réalistes, imaginaires ou allégoriques, des représentations mythologiques, religieuses et narratives.

## Les principaux artistes
- Luciana Figueiredo
- Enzo Cucchi
- Sandro Chia
- Francesco Clemente
- Mimmo Paladino
- Marco Bagnoli
- Nicola De Maria
- Marco del Re
- Remo Salvadori
- Ferdinand Kulmer

## Sources
- Achille Bonito Oliva, La trans-avant-garde italienne, in L'Époque, la mode, la morale, la passion. Aspects de l'art d'aujourd'hui, 1977-1987, catalogue d'exposition, Paris, Centre Georges Pompidou, 1987, p. 562-565.